# Boca de urna
A Boca de Urna é um conceito relativo a distribuição e/ou veiculação de propaganda política no dia da eleição, sendo considerada um crime eleitoral no Brasil por entender tratar-se de um "aliciamento de eleitores".
Conforme o parágrafo 5º do artigo 39 da Lei nº 9.504/1997 "boca de urna é a realização de propaganda eleitoral ou o ato de tentar convencer o eleitor a votar em um candidato ou a mudar seu voto no dia da eleição". A Lei prevê punição de seis meses a um ano de detenção para este crime, havendo a alternativa do condenado prestar serviços à comunidade pelo mesmo período, além de pagamento de multa que varia entre R$ 5 mil a R$ 15 mil, a suspensão do título de eleitor, dificuldades para obter a aposentadoria e não poder tirar passaporte e outros documentos.
A prática da Boca de Urna não deve ser confundida com as pesquisas de boca de urna, também chamadas de "boca de urna" em sua forma simplificada. As pesquisas de boca de urna são autorizadas pela Lei nº 9.504/1997, desde que os institutos de pesquisa não divulguem os resultados das sondagens sobre a preferência dos eleitores enquanto as urnas estiverem funcionando. E essas pesquisas devem ser registradas na Justiça Eleitoral. Sondagens sem registro podem resultar em multa de R$ 53 mil.